# Hiroshi Nakano
Hiroshi Nakano (jap. 中野 洋司 Nakano Hiroshi; ur. 23 października 1983) – japoński piłkarz występujący na pozycji obrońcy.

## Kariera klubowa
Od 2006 do 2015 roku występował w klubach Albirex Niigata, Yokohama FC i Tochigi SC.